# Шибојган Фолс (Висконсин)
Шибојган Фолс (енгл. Sheboygan Falls) град је у америчкој савезној држави Висконсин.

## Демографија
По попису из 2010. године број становника је 7.775, што је 1.003 (14,8%) становника више него 2000. године.
| Група             | 2000.         | 2010.         |
| Белци             | 6.606 (97,5%) | 7.393 (95,1%) |
| Афроамериканци    | 23 (0,3%)     | 43 (0,6%)     |
| Азијати           | 20 (0,3%)     | 69 (0,9%)     |
| Хиспаноамериканци | 58 (0,9%)     | 197 (2,5%)    |
| Укупно            | 6.772         | 7.775         |